# Incoronazione della regina Elisabetta II

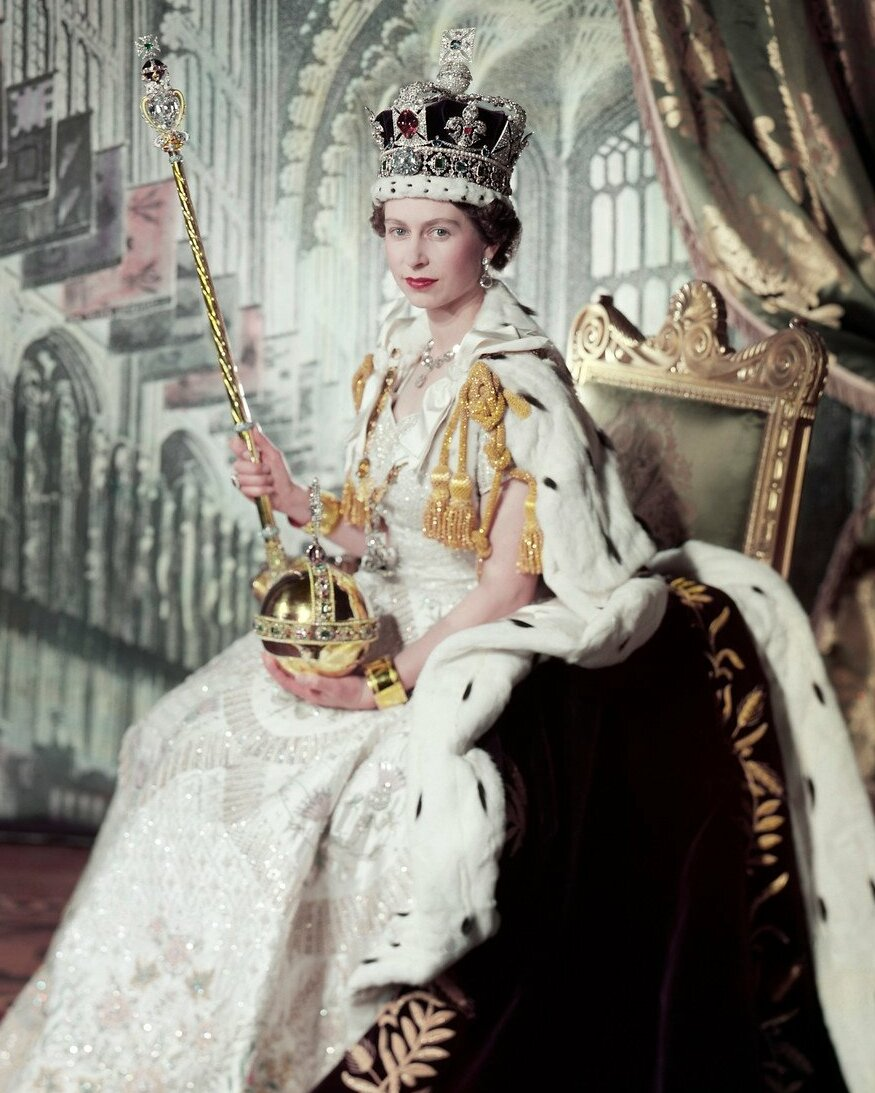
La regina Elisabetta II con il globo, lo scettro, Corona Imperiale di Stato e la Veste Imperiale; fotografia ufficiale per la cerimonia d'incoronazione

L'incoronazione della regina Elisabetta II è stata la cerimonia in cui Elisabetta II fu incoronata regina di Regno Unito, Canada, Australia, Nuova Zelanda, Sudafrica, Ceylon e Pakistan, assumendo così anche il ruolo di capo del Commonwealth. Elisabetta è ascesa al trono di questi paesi in seguito alla morte di suo padre, re Giorgio VI, il 6 febbraio 1952.
L'incoronazione avvenne più di un anno dopo la salita al trono, il 2 giugno 1953, in rispetto della tradizione che richiede un periodo di lutto in ricordo del precedente monarca. Durante la cerimonia di incoronazione la regina Elisabetta giurò solennemente di sostenere la legge nel suo regno e di assumere il governo della Chiesa d'Inghilterra.

## I preparativi
Per il giorno della cerimonia di incoronazione, che è costata 4 milioni di dollari, sono stati necessari 16 mesi di preparativi, con la prima riunione della Commissione per l'Incoronazione (Coronation Commission) che ha avuto luogo nell'aprile 1952, sotto la presidenza del marito della regina, il duca Filippo di Edimburgo. Nonostante la morte della regina Maria, nonna di Elisabetta, avvenuta il 24 marzo, l'evento proseguì come programmato, per volere di Maria stessa, che nel suo testamento espresse il desiderio che la sua morte non alterasse i piani per l'incoronazione.
Norman Hartnell fu incaricato dalla regina di realizzare gli abiti di tutti i membri della famiglia reale, ed in particolare il vestito di Elisabetta stessa, che fu infine scelto fra nove possibili varianti a seguito di vari colloqui personali fra lo stilista ed Elisabetta. Il risultato fu un abito bianco di seta, ricamato con gli stemmi floreali delle varie nazioni del Commonwealth di allora: la rosa Tudor d'Inghilterra, il cardo scozzese, il porro gallese, lo shamrock irlandese, l'acacia australiana, la foglia d'acero canadese, la felce neozelandese, la protea sudafricana, due fiori di loto per l'India e il Ceylon ed infine il grano, il cotone e la juta per il Pakistan. Inoltre venne ricamato anche un quadrifoglio sul lato sinistro, dove la mano di Elisabetta si sarebbe posata durante la cerimonia.
La regina intanto si esercitò, portando la corona imperiale di stato durante la sua vita quotidiana, per abituarsi al suo peso, e ripassando la procedura dell'incoronazione con le damigelle d'onore. Elisabetta prese parte anche a due prove generali presso l'abbazia di Westminster, il 22 ed il 29 maggio.

## Evento

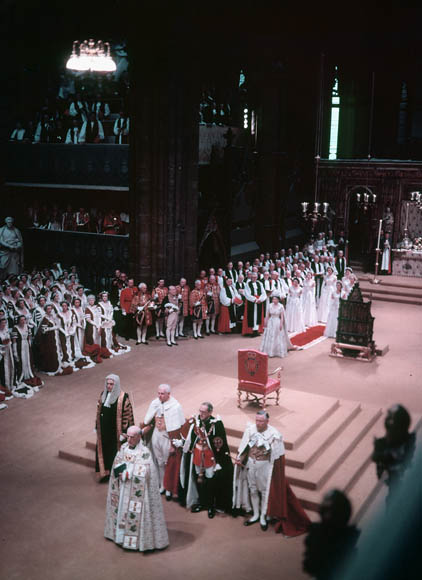
La cerimonia in corso nell'abbazia di Westminster

La cerimonia di incoronazione di Elisabetta II seguì un protocollo molto simile a quelle precedenti, essendosi tenuta presso l'abbazia di Westminster, e coinvolgendo la parìa inglese ed il clero. Fu inoltre la prima incoronazione ad essere ripresa in televisione e trasmessa in eurovisione, anche se parti della processione successiva alla precedente cerimonia per Giorgio VI erano già state registrate dalla BBC.
Vi fu un acceso dibattito all'interno del Gabinetto britannico sull'opportunità delle riprese, con il Primo ministro Winston Churchill che si dichiarò contrario; tuttavia Elisabetta insistette nel permettere l'accesso alle telecamere. Milioni di persone seguirono l'evento dal vivo nel Regno Unito; la registrazione fu spedita oltreoceano utilizzando l'English Electric Canberra lo stesso giorno, per permettere al popolo canadese di visionare il filmato il prima possibile.

### Processione
Gli ospiti camminarono in processione di fronte a quasi tre milioni di spettatori per le strade londinesi; alcuni di loro avevano campeggiato durante la notte per assicurarsi di non perdere l'evento. Più di 200 microfoni furono stazionati sul percorso e all'interno dell'abbazia, con 750 giornalisti che trasmisero in 39 lingue diverse; più di 20 milioni di persone nel mondo visionarono l'evento in televisione.
La processione incluse capi di Stato e reali stranieri che raggiunsero l'abbazia di Westminster in varie carrozze. La prima carrozza reale lasciò Buckingham Palace e percorse il Mall, seguita dall'Irish State Coach con a bordo la Regina Madre. Elisabetta II seguì il tragitto dal palazzo reale attraverso Trafalgar Square a bordo del Gold State Coach, indossando sulle spalle il Robe of State, un mantello di seta lungo 5,5 metri, che richiese l'assistenza delle sette damigelle d'onore.

### Ospiti
L'abbazia di Westminster aprì alle 6 di mattina per accogliere i circa 8000 invitati; i personaggi di spicco, come i sovrani esteri, la parìa, i capi di Stato ed i Membri del Parlamento arrivarono dopo le 8.30. Dal Canada arrivarono il Primo ministro, Louis Saint-Laurent ed il Premier della Saskatchewan, Tommy Douglas, mentre da Tonga si presentò la regina Salote Tupou III.

### Cerimonia
Alle 10.15 iniziò la solenne processione dei membri della famiglia reale. Il duca di Edimburgo e il principe Carlo furono seguiti dalla regina madre e dalla principessa Margaret, dal duca e dalla duchessa di Gloucester, dal principe William e dal principe Richard, dal duca di Kent, dalla principessa Marina, dalla principessa Alexandra e dal principe Michael, dalla principessa reale, dalla principessa Arturo di Connaught, dalla principessa Maria Luisa, da Lady Patricia Ramsay, dal conte e dalla contessa di Athlone.
Poco prima dell'arrivo di Elisabetta II, la corona di sant'Edoardo fu portata all'interno dell'abbazia dal Lord grande intendente inglese, Andrew Cunningham, mentre l'arcivescovo di Canterbury, Geoffrey Fisher, attese di fronte alla grande porta occidentale l'arrivo della regina. Ella arrivò alle 11 e la processione reale si mosse all'interno della chiesa, passando di fronte al coro che intonò "Vivat regina! Vivat regina Elizabetha! Vivat! Vivat! Vivat!" Elisabetta si sedette poi sulla Chair of Estate sotto all'altare, con accanto alcuni vescovi recanti la Bibbia, la patena ed un calice, mentre i gioielli della Corona furono riposti sull'altare.

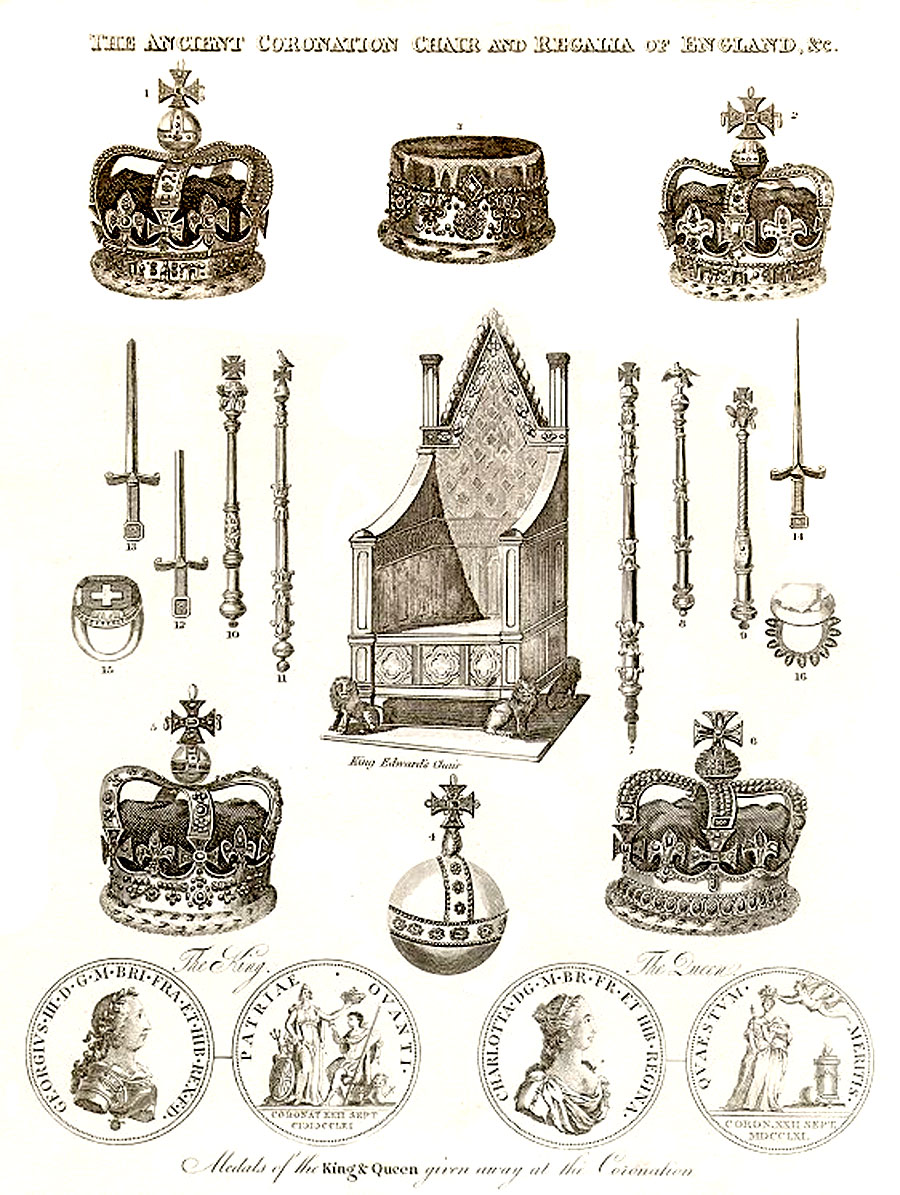
I gioielli della Corona utilizzati durante la cerimonia

Elisabetta si avvicinò poi alla Sedia di re Edoardo, il seggio su cui sarebbe avvenuta l'incoronazione, mentre il re d'armi della Giarrettiera, George Bellew, formulò ai presenti la domanda: "Sirs, I here present unto you Queen Elizabeth, your undoubted Queen: wherefore all you who are come this day to do your homage and service, are you willing to do the same?", alla quale seguì la risposta cerimoniale: "God save Queen Elizabeth". La regina eseguì poi il giuramento con l'aiuto dell'arcivescovo di Canterbury: giurò di governare ciascuna delle sue nazioni in accordo con le loro leggi e costumi, di regnare con pietà e giustizia, di difendere il protestantesimo nel Regno Unito e di proteggere la Chiesa d'Inghilterra con i suoi vescovi ed il clero. Proseguì fino all'altare dichiarando "The things which I have here promised, I will perform, and keep. So help me God" prima di baciare la Bibbia. Fu poi condotta la comunione e letti alcuni passaggi dalla prima lettera di Pietro, dai Salmi e dal vangelo secondo Matteo.
Elisabetta fu quindi sottoposta all'unzione mentre l'assemblea cantava Zadok the Priest; vennero rimossi i suoi gioielli e la mantella dalla guardarobiera, Mary Cavendish, mentre la regina si sedette sulla Sedia di re Edoardo. Lì l'arcivescovo di Canterbury Fisher disegnò una croce sulla fronte di Elisabetta con l'olio sacro, preparato allo stesso modo della incoronazione di suo padre.
Poiché questo segmento della cerimonia era considerato assolutamente privato, fu nascosto alla vista delle telecamere tramite un baldacchino provvisto di tende di seta e mantenuto in posizione da quattro cavalieri della Giarrettiera. Successivamente, il baldacchino fu rimosso e il Dean of Westminster passò al Lord gran ciambellano gli speroni, che furono presentati alla regina e poi riposti sull'altare. La spada ingioiellata d'offerta fu riposta nelle mani di Elisabetta che, dopo una preghiera pronunciata da Fisher, la ripose sull'altare.
La regina fu investita di vari gioielli, scettri e globi della Corona e l'anello reale le fu messo al dito; infine, al grido di "God Save the Queen!", la corona di sant'Edoardo le fu posizionata sul capo dall'arcivescovo di Canterbury. Erano esattamente le 11 e 34 minuti. Nello stesso momento una carica a salve fu sparata dai cannoni della Torre di Londra per salutare il nuovo monarca.
Dopo la lettura della benedizione, Elisabetta si spostò sul trono e l'arcivescovo di Canterbury e tutti i vescovi le offrirono la loro fedeltà; dopodiché, durante i canti del coro, i Pari del Regno Unito –  guidati dai pari reali: il marito della regina, il principe Henry e il principe Edward –  si presentarono, uno alla volta, in ordine di precedenza, per offrire il proprio omaggio e la propria fedeltà personale a Elisabetta. Quando l'ultimo barone ebbe completato tale compito, l'assemblea gridò "God save Queen Elizabeth. Long live Queen Elizabeth. May the Queen live for ever!"

### Musica
Il direttore della musica per l'incoronazione fu William McKie, organista e maestro del coro dell'abbazia di Westminster. Diversi brani, sia classici sia contemporanei, furono usati durante la cerimonia di incoronazione. Il compositore canadese Healey Willan fu incaricato dalla regina di comporre un inno da suonare durante l'atto di omaggio.

### La corona
La regina indossò la medesima corona portata dal padre, un oggetto di valore storico e materiale inestimabile, ma al contempo particolarmente voluminoso e pesante, con i suoi 1,3 chilogrammi di peso. La regina dichiarò di averne limitato l'utilizzo alle occasioni ufficiali, quali il discorso di apertura dell'anno parlamentare.
Pur essendo la forma del capo simile a quella del padre, la corona non permette di chinarsi per leggere un discorso, poiché altrimenti cadrebbe. Chi la indossa è quindi obbligato ad alzare i fogli fino a un'altezza consona alle sue esigenze visive.

## Celebrazioni, monumenti e media

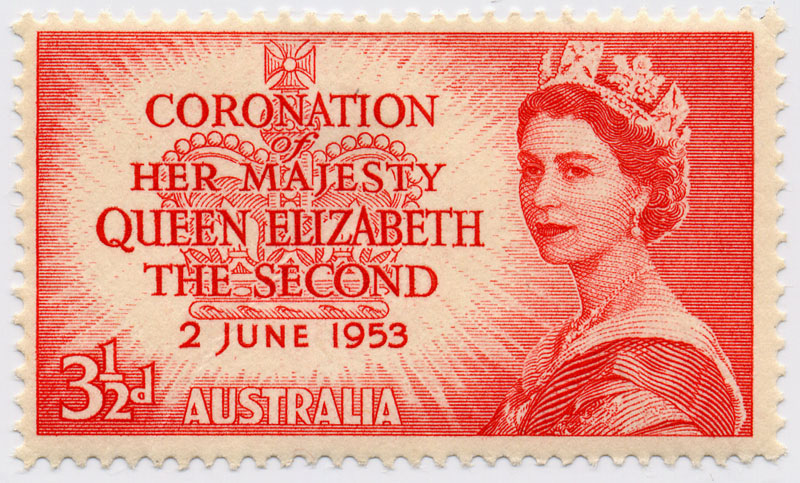
Un francobollo australiano emesso per l'incoronazione della Regina Elisabetta II

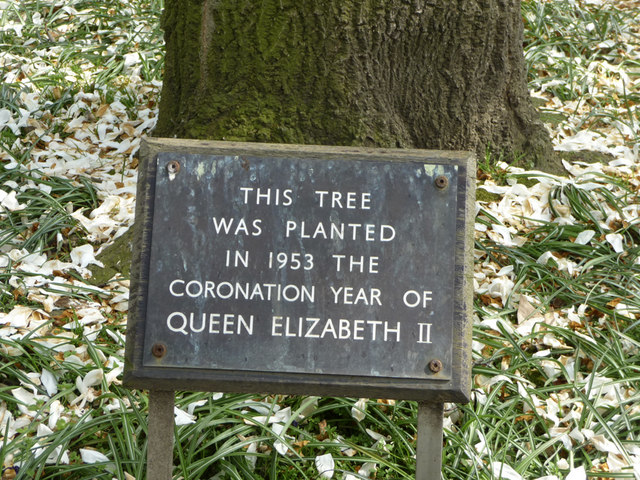
Una placca che contrassegna un albero piantato nel Regno Unito a memoria dell'incoronazione della regina Elisabetta II

In tutti i regni, nel resto del Commonwealth e nelle altre parti del mondo, si tennero celebrazioni per l'incoronazione. A Londra la regina organizzò un pranzo per l'incoronazione, per il quale fu ideata la ricetta del pollo dell'incoronazione (coronation chicken), e uno spettacolo pirotecnico venne allestito al Victoria Embankment. Inoltre si tennero feste in strada in ogni parte del Regno Unito. Due settimane prima dell'incoronazione, la rivista letteraria per bambini Collins Magazine decise di rinominarsi The Young Elizabethan.
In Corea, i soldati canadesi in servizio nella guerra di Corea resero omaggio alla giornata sparando granate fumogene di colore blu, rosso e bianco verso il nemico e bevendo razioni di rum. Negli Stati Uniti furono organizzate feste per l'incoronazione, tra le quali una a New York cui parteciparono lo zio e la zia della regina, il duca e la duchessa di Windsor, mentre in Canada ebbero luogo parate militari, corse di cavalli, sfilate e spettacoli pirotecnici. In Terranova 90 000 scatole di dolci furono distribuite ai bambini, alcune consegnate con lanci fatti dalla Royal Canadian Air Force. In Québec 400 000 persone affluirono a Montréal, di cui 100 000 solo al Parco Jeanne-Mance. Uno spettacolo multiculturale fu messo in scena all'Exhibition Place di Toronto, balli e spettacoli in piazza ebbero luogo nelle provincie delle praterie e, a Vancouver, la comunità cinese eseguì pubblicamente una danza del leone.